# Naturschutzgebiet Talsystem der Glenne

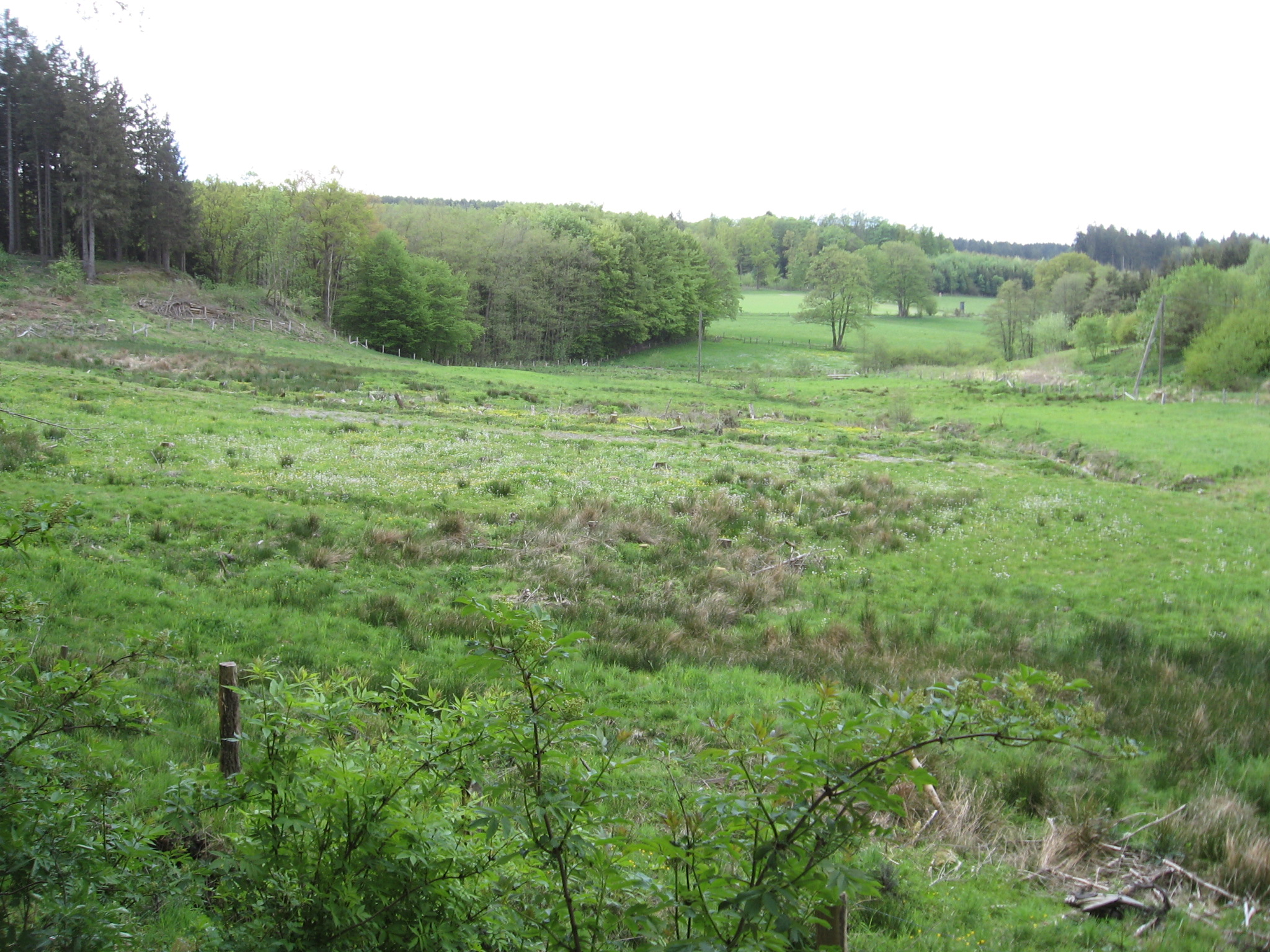
Naturschutzgebiet Talsystem der Glenne südlich Altenbürener Mühle

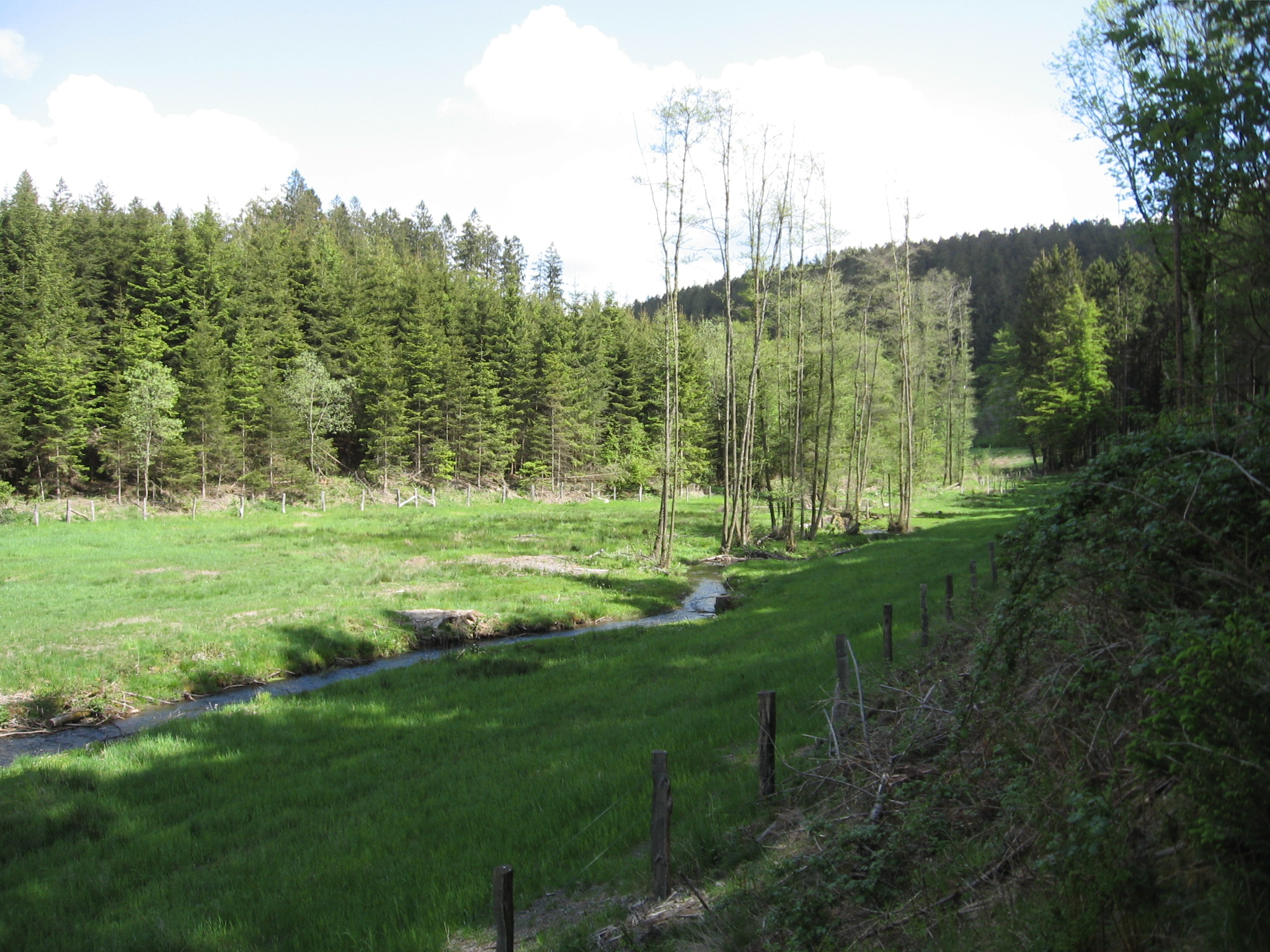
Naturschutzgebiet Talsystem der Glenne nördlich Altenbürener Mühle

Das Naturschutzgebiet Talsystem der Glenne mit einer Größe von 229,36 ha liegt im westlichen Stadtgebiet von Brilon und umfasst die Glenne (Möhne) und Nebenbäche mit deren Auen von der Quelle bis zur Kreisgrenze. Das Gebiet wurde 2008 mit dem Landschaftsplan Briloner Hochfläche durch den Hochsauerlandkreis als Naturschutzgebiet (NSG) ausgewiesen. Das NSG gehört seit 2023 zum Vogelschutzgebiet Diemel- und Hoppecketal mit angrenzenden Wäldern.

## Gebietsbeschreibung
Beim NSG handelt es sich um das Talsystem der Glenne. Neben den Bächen gehört jeweils die Aue zum NSG. In der Aue befinden sich Bruchwälder, Auwaldrelikte und bachbegleitende Erlenwälder. In der Aue finden sich auch Feucht- und Nassgrünländer. Eine Besonderheit dieses großen NSG ist, dass es von keiner Straße durchschnitten wird.

## Schutzzweck
Im NSG soll die Aue der Glenne und deren Nebenbäche geschützt werden. Wie bei allen Naturschutzgebieten in Deutschland wurde in der Schutzausweisung darauf hingewiesen, dass das Gebiet „wegen der Seltenheit, besonderen Eigenart und Schönheit des Gebietes“ zum Naturschutzgebiet wurde. Der Landschaftsplan führt zum Schutzzweck auf: „Erhaltung und – in einigen Teilen – Optimierung eines wichtigen Talsystems, das aufgrund seiner geringen anthropogenen Belastungen, seiner standörtlichen Vielfalt und seines Nutzungsmosaiks viele seltene und gefährdete Lebensgemeinschaften und Arten aufweist; Schutz der vorhandenen Sonderstandorte mit Feucht- und Nassgrünland, rel. großflächigen Bruchwäldern, Auwaldrelikten und bachbegleitenden Erlenwäldern; Sicherung der überkommenen Grünlandnutzung auf aufgabegefährdeten Standorten durch Vertragsangebote zur Erhaltung dieses Biotopmosaiks und der daraus resultierenden Vielfalt im Landschaftsbild; Schutz von wissenschaftlich bzw. landeskundlich wertvollen Kleinstrukturen.“